# Opa opa
Opa opa (Ώπα ωπα in greco) è un singolo degli Antique, pubblicato il 5 luglio 1999 come secondo estratto dall'album Mera me tī mera. Il brano è stato cantato originariamente dagli artisti greci Despina Vandi e Notis Sfakianakis. Il videoclip è stato girato in Egitto dal regista britannico Fred Wood.

## Tracce
1. Opa opa (radio edit) - 3:36
2. Opa opa (extended mix) - 5:07

## Classifiche
| Classifica (1999) | Posizione massima |
| ----------------- | ----------------- |
| Germania          | 60                |
| Norvegia          | 9                 |
| Svezia            | 5                 |
| Svizzera          | 51                |